# BodyPaint 3D
BodyPaint 3D фирмы MAXON является пакетом для создания, раскладки UV, текстур, Matte Painting, цифровой скульптуры, а также трёхмерной графики, анимации и рендеринга.

## Описание программы
BodyPaint 3D обладает инструментарием для раскладки координат UV вручную, а также автоматически. Поддерживаются такие алгоритмы как LSCM и ABF.
Программа уникальна технологией RayBrush, возможностью создания текстур на объектах в уже просчитанном изображении. Технология под названием MultiBrush предоставляет пользователю возможность создания нескольких текстурных карт в нескольких каналах материала одновременно. Имеются возможности рисовать текстуры в трёхмерном вьюпорте, как на одном, так и на нескольких объектах сразу. Поддерживается проекционная раскраска. Есть возможность загружать в программу кисти в формате Adobe Photoshop, ABR. При создании текстур, можно использовать фильтры встроенные в программу, а также дополнять набор фильтрами совместимыми с Adobe Photoshop. Имеется так же обширный набор параметрических шейдеров, которые, при необходимости, можно запечь в растровые изображения. Имеется поддержка форматов HDR и OpenEXR. Имеется функция окклюзии окружения с возможностью запекания её в текстуру, а также поддержка цветовых профилей.
BodyPaint 3D основан на Cinema 4D Prime, что предоставляет его пользователям не только функции для создания текстур, но и обширный инструментарий для моделирования, освещения, анимации и рендеринга. В отличие от функций пакета Prime, BodyPaint 3D также набором инструментов Sculpting для создания цифровой скульптуры.
Вся функциональность BodyPaint 3D, за исключением CineMan, имеется в пакетах Cinema 4D Prime и Cinema 4D Broadcast. BodyPaint 3D и CineMan включены в пакеты Cinema 4D Visualize и CINEMA 4D Studio.

## Локализация
Интерфейс BodyPaint 3D доступен на нескольких языках.
Среди них: русский, английский, испанский, итальянский, китайский, корейский, немецкий, французский, чешский и японский.
Документация программы так же доступна на нескольких языках, среди которых: русский, английский и немецкий.
Официальный сайт компании MAXON доступен на русском, английском, немецком, французском и японском языках.

## Обмен данных

### Текстурирование
С BodyPaint 3D R15 поставляются плагины для обмена данных со сторонними программами. Это даёт возможность пересылать объекты для текстурирования и создания карт UV, а также для комозитинга.
- 3ds Max — 3ds Max 2012—2019
- Maya — Maya 2012—2018

### Композитинг
- Adobe After Effects — CS5, CS6, CC
- Adobe Photoshop — CS5, CS6, CC
- Apple Motion — (только на системах OS X)
- Apple Final Cut Pro
- Apple Shake
- eyeon Fusion — (только на системах Windows)
- The Foundry Nuke

Также возможен обмен данных со следующими программами.

### Симуляция и эффекты
- Realflow 4 — 5

### Создание игр
- Unity — (через FBX и C4D)

### CAD
- Nemetschek Allplan
- Graphisoft ArchiCAD
- Nemetschek Vectorworks

### Список форматов данных
Следующие форматы файлов для импорта (И) и экспорта (Э) поддерживаются BodyPaint 3D.
- 3D Studio (*.3ds) И/Э
- Alembic (*.abc) И/Э
- Allplan (*.xml) И/Э
- BVH (*.bvh) И
- COLLADA 1.4, 1.5 (*.dae) И/Э
- DEM (*.dem) И
- Direct 3D (*.x) Э
- DWG (*.dwg) И
- DXF (*.dxf) И/Э
- FBX (*.fbx) И/Э
- IGES (*.igs) И
- Illustrator (*.ai) И/Э сплайнов. Благодаря особенностям системы MacOS, на этой системе есть возможность использовать файлы AI в качестве текстур.
- LightWave (*.lwo) И
- RIB (*.rib) Э
- STL (*.stl) И/Э
- VRML 2 (*.wrl) И/Э
- OBJ (*.obj) И/Э

## Визуализация
Кроме встроенного рендера BodyPaint 3D может работать и со сторонними рендерами, как встраиваемыми непосредственно в саму среду программы, так и с помощью коннекторов.

### Встраиваемые рендеры
- VRAYforC4D (англ.) (Vray)
- m4d (англ.) (mental ray)
- finalRender
- Arnold Renderer
- Krakatoa (система визуализации частиц, в разработке)

### Рендеры подключаемые при помощи коннекторов
- Maxwell Render
- Fryrender
- Indigo Renderer
- Sunflow
- V-Ray
- Thea (англ.)
- Octane Render

## Плагины и другие дополнения

### Персонажная анимация
BodyPaint 3D обладает основными инструментами для создания и анимации персонажей. Расширенные возможности можно получить установив дополнительные плагины или обновив программу, к примеру, на Cinema 4D Studio.
- CD Character Bundle Pro (англ.)

### Симуляция и эффекты
- TurbulenceFD (англ.)
- Silver Bullett (англ.)
- PhyTools (англ.)
- DPIT Effex (англ.)
- Realflow (англ.)

### Растения и окружение
- Xfrog (англ.)
- DPIT Plants (англ.)

### Камера и «matchmoving»
В 15-й версии программы появилась собственная функция создания камеры на основе фотографии. В 16-й версии программы появилась собственная функция создания анимированой камеры на основе видео-материала.
- CineCAT (англ.)
- PhotoMatch (англ.)

### Форумы
- Cinema4D.ru